# Paniban Baru
Paniban Baru is een bestuurslaag in het regentschap Sarolangun van de provincie Jambi, Indonesië. Paniban Baru telt 441 inwoners (volkstelling 2010).